# グッド・タイム・レコード
グッド・タイム・ジャズ・レコード（Good Time Jazz Records）は、1949年にレスター・ケーニッヒによって設立されたジャズ・レコード・レーベル。
グッド・タイム・ジャズ・レコードは、初期はディキシーランド・ジャズを発売していた。
同じくケーニッヒによって作られたコンテンポラリー・レコードと共に、音質の良さが好評だった。
現在はコンコード・ミュージック・グループの傘下、ファンタジー・レコードの子会社の一つ。

## 沿革
- 1949年 レスター・ケーニッヒによって設立。
- 1969年 いったん倒産する[2]。
- 1972年 ファンタジー・レコードに吸収される。
- 2004年 親元のファンタジー・レコードがコンコード・レコードに買収され、コンコード・ミュージック・グループの一部となる。